# Lugari
Lugari est une ville  du Kenya située dans le comté de Kakamega, dans l'ancienne Province de l'Ouest.  